# Met Office
Met Office (ursprungligen en förkortning för Meteorological Office), med huvudkontor i Exeter i Devon, är Storbritanniens nationella vädertjänst och dotterbolag till Department for Business, Energy and Industrial Strategy. Det grundades 1854 av Robert FitzRoy.